# Enrique Rimoldi
Enrique Gabriel Rimoldi (n. 1959, Buenos Aires, Argentina) es un organista, organero y pedagogo argentino. Es el organista titular del órgano de la Catedral Metropolitana de Buenos Aires desde 1987, en donde realiza conciertos de órgano además de interpretar la música litúrgica. Se despeña como docente en el Conservatorio Superior de Música de Buenos Aires y ha dado cursos tanto en Argentina como Uruguay. Brindó conciertos en Estados Unidos y varios países de Europa como Alemania y Francia. Grabó álbumes con música de órgano entre ellos uno a duo con el trompetista Fernando Ciancio. Como organero intervino en la reparación de varios instrumentos, y también ha construido algunos, como un órgano de estilo antiguo con motivo del Bicentenario de la Revolución de Mayo.

## Biografía
La familia Rimoldi es procedente de la provincia de Como, Italia. Fue educado en el seno de una familia que tenía interés por el órgano de tubos. El primer instrumento con el que tuvo contacto fue un órgano italiano, el Serassi de la Iglesia de Monserrat. Comenzó a interpretar al órgano cuando tenía 10 años, y se interiorizó en el mundo de la organería a los 20, para lo cual aprendió el oficio por medio de Carlos Hense, representante de la firma constructora de órganos alemana Walcker Orgelbau.
Estudió música en el Conservatorio Municipal de Música Manuel de Falla de Buenos Aires, donde se especializó en órgano con el profesor Mario Videla, además de estudiar dirección coral con Rodolfo Van der Meulen. Realizó cursos de perfeccionamiento organistico en Estados Unidos y Europa, entre ellos, en Italia con el maestro y músico italiano Luigi Ferdinando Tagliavini.
Es el organista de la Iglesia de Montsernat desde 1970, y en 1987 fue nombrado Director de Música y organista titular de la Catedral metropolitana de Buenos Aires cargo que ejerce en la actualidad, donde además de encargarse de la música litúrgica, realizó numerosos conciertos de órgano, entre ellos varios dúos con el trompetista Fernando Ciancio. Es integrante de la Academia Bach de Buenos Aires.
Como concertista se ha presentado en festivales internacionales de Argentina, Uruguay, Brasil, España, México, Suiza, Italia, Alemania, Francia, Polonia y Estados Unidos, y fue finalista del Concurso Internacional de Órgano celebrado en la Catedral de Toledo, España. Es catedrático en el Conservatorio Superior de Música de Buenos Aires.
En 1991 fue nombrado coordinador artístico del ciclo de conciertos didácticos en el órgano más antiguo de Buenos Aires, ubicado en la Catedral metropolitana de Buenos Aires. En 1995 comenzó a ejercer como presidente y director artístico del ciclo El órgano histórico en Buenos Aires, con el fin de difundir y preservar los instrumentos más antiguos de la ciudad.
A partir de 2018 es asesor artístico de la Galería de Órganos Tubulares de Buenos Aires.
Desde 2023 dicta clases de órgano en la ciudad de Paysandú en Uruguay.
Editó álbumes con música de órgano como el álbum doble Órganos y Organistas de Buenos Aires de 1980, en donde participaron varios organistas argentinos. Grabó un CD en 1995 haciendo un dúo con Fernando Ciancio en trompeta. En 2010 grabó una selección de piezas de César Franck en la Catedral metropolitana de Buenos Aires.

## Organería
En 2001 fue incluido, por medio de Jorge Franco, en la empresa Casa Franco en donde hizo varias reparaciones de órganos y posteriormente construyó instrumentos también.
Junto a Jorge Luis Franco reestauró el órgano de fines del siglo XIX de la iglesia Señora de la Merced de Mendoza. En el marco del programa Fondo Metropolitano para la Cultura, las Artes y las Ciencias dependiente de la secretaría de Patrimonio Cultural, se restauraron al menos 130 órganos, Rimoldi intervino en varios casos, como en la reparación del instrumento de la Iglesia de San Ignacio, en el barrio de Montserrat, al que se le agregaron 197 tubos traídos de Alemania, y se repararon los registros de lengüetas y trompeta. En 2009 reestauró el instrumento de la Iglesia de San Miguel.
Rimoldi junto a Franco construyeron un órgano de estilo antiguo con motivo del Bicentenario de la Revolución de Mayo, que se encuentra en la Catedral metropolitana de Buenos Aires, el mismo posee siete registros. Para la Basílica Santuario Nuestra Señora de Lourdes de Rosario construyó un órgano positivo de estilo italiano de nueve registros, con 500 tubos, con un manual y pedalera.

## Discografía
- Órganos y Organistas de Buenos Aires (1980)
- Barroco y algo más (1995)
- César Franck (2010)